# Donut (economisch model)

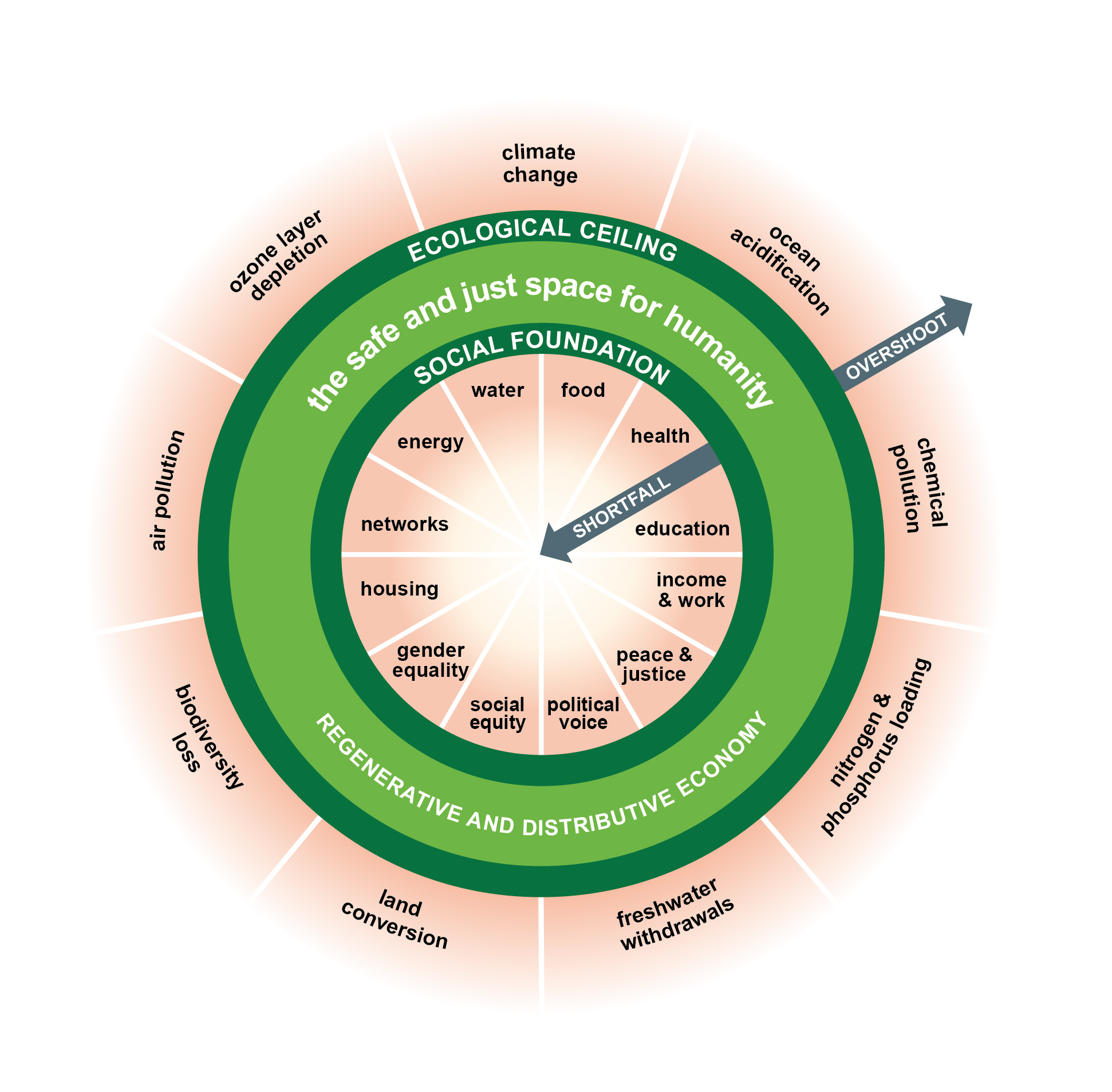
De Donut. Wanneer ecologische plafonds niet worden overschreden (naar buiten toe) en het sociaal fundament wordt bereikt (naar binnen toe) bevindt de economie zich in "de veilige en rechtvaardige sociale ruimte". De huidige mate waarin de planetaire grenzen worden overschreden en het sociaal fundament wordt bereikt is op dit diagram niet zichtbaar.

De Donut (of Donuteconomie) is een economisch model dat economische welvaart meet door te kijken naar de realisatie van een sociaal fundament zonder het overschrijden van ecologische plafonds. Simpel gezegd is het doel om de behoeftes van iedereen te realiseren binnen de draagkracht van de Aarde. De naam 'donut' is ontleend aan de vorm van het diagram: een cirkel met een gat in het midden. Het gat van het model geeft weer hoeveel mensen geen toegang hebben tot basisbenodigdheden als gezondheidszorg, onderwijs, en huisvesting. De korst geeft weer in hoeverre de ecologische plafonds (planetaire grenzen), waarvan leven afhankelijk is, worden overschreden. Volgens het model is een economie welvarend als alle twaalf elementen van het sociale fundament worden gehaald zonder een ecologisch plafond te overschrijden. Deze situatie wordt in het model beschreven als 'de veilige en rechtvaardige ruimte voor de mensheid'.
Het diagram is ontwikkeld door Oxford-econoom Kate Raworth in een rapport voor Oxfam genaamd A Safe and Just Space for Humanity. Ze heeft het model verder ontwikkeld in haar boek Donuteconomie: In zeven stappen naar een economie voor de 21e eeuw.

## Indicatoren

### Sociaal fundament
Het sociale fundament is afgeleid van de sociale duurzameontwikkelingsdoelstellingen van de Verenigde Naties. Dit zijn:
- Voedsel
- Gezondheid
- Onderwijs
- Inkomen en werk
- Vrede en gerechtigheid
- Politieke inspraak, zoals democratie of sociocratie
- Sociale gelijkheid
- Seksegelijkheid
- Huisvesting
- Netwerken
- Energie
- Water

### Ecologisch plafond
De negen ecologische plafonds zijn afkomstig van de planetaire grenzen zoals die zijn beschreven door een groep aardwetenschappers onder leiding van Johan Rockström en Will Steffen. Deze grenzen zijn:
- Klimaatverandering - de menselijke uitstoot van broeikasgassen zoals koolstofdioxide en methaan zorgt ervoor dat warmte langer wordt vastgehouden in de atmosfeer, met klimaatverandering tot gevolg.
- Verzuring van de oceanen - door mensen uitgestoten koolstofdioxide wordt geabsorbeerd door de oceanen, wat het water zuurder maakt. Dit maakt het voor zeedieren lastiger om bijvoorbeeld een skelet te vormen.
- Chemische vervuiling - het lozen van gifstoffen vermindert de biodiversiteit en de vruchtbaarheid van dieren (waaronder mensen).
- Stikstof- en fosforverzadiging - bij inefficiënt en overmatig gebruik van kunstmest komen de stoffen uit de kunstmest terecht in wateren. Daar veroorzaken ze onder andere algengroei, wat het zeeleven doodt.
- Zoetwateronttrekking - bij overmatig gebruik van zoet water droogt de bron op. Dit beschadigt het ecosysteem en maakt het daarna mogelijk onbruikbaar.
- Grondconversie - het omzetten van land voor bepaalde economische activiteiten (zoals het aanleggen van wegen en boerderijen) beschadigt of verwijdert de leefomgeving voor wilde flora en fauna, vernietigt koolstofreservoirs, en verstoort natuurlijke processen.
- Vermindering biodiversiteit - economische activiteit kan zorgen voor een afname in het aantal en de variatie van dier- en plantensoorten. Dit maakt ecosystemen kwetsbaarder en kan de capaciteit om ecosysteemdiensten te leveren verstoren.
- Luchtvervuiling - de uitstoot van aerosolen (kleine stofdeeltjes) heeft negatieve gevolgen op de gezondheid van diersoorten, waaronder mensen. Ook heeft het invloed op neerslag en de vorming van wolken.
- Aantasting ozonlaag - bepaalde activiteiten stoten gassen uit die de ozonlaag van de aarde beschadigen. Omdat de ozonlaag de Aarde beschermt tegen schadelijke straling, zorgt een beschadigde ozonlaag voor, bijvoorbeeld, huidkanker bij mensen en dieren.

## Donut van de wereldeconomie

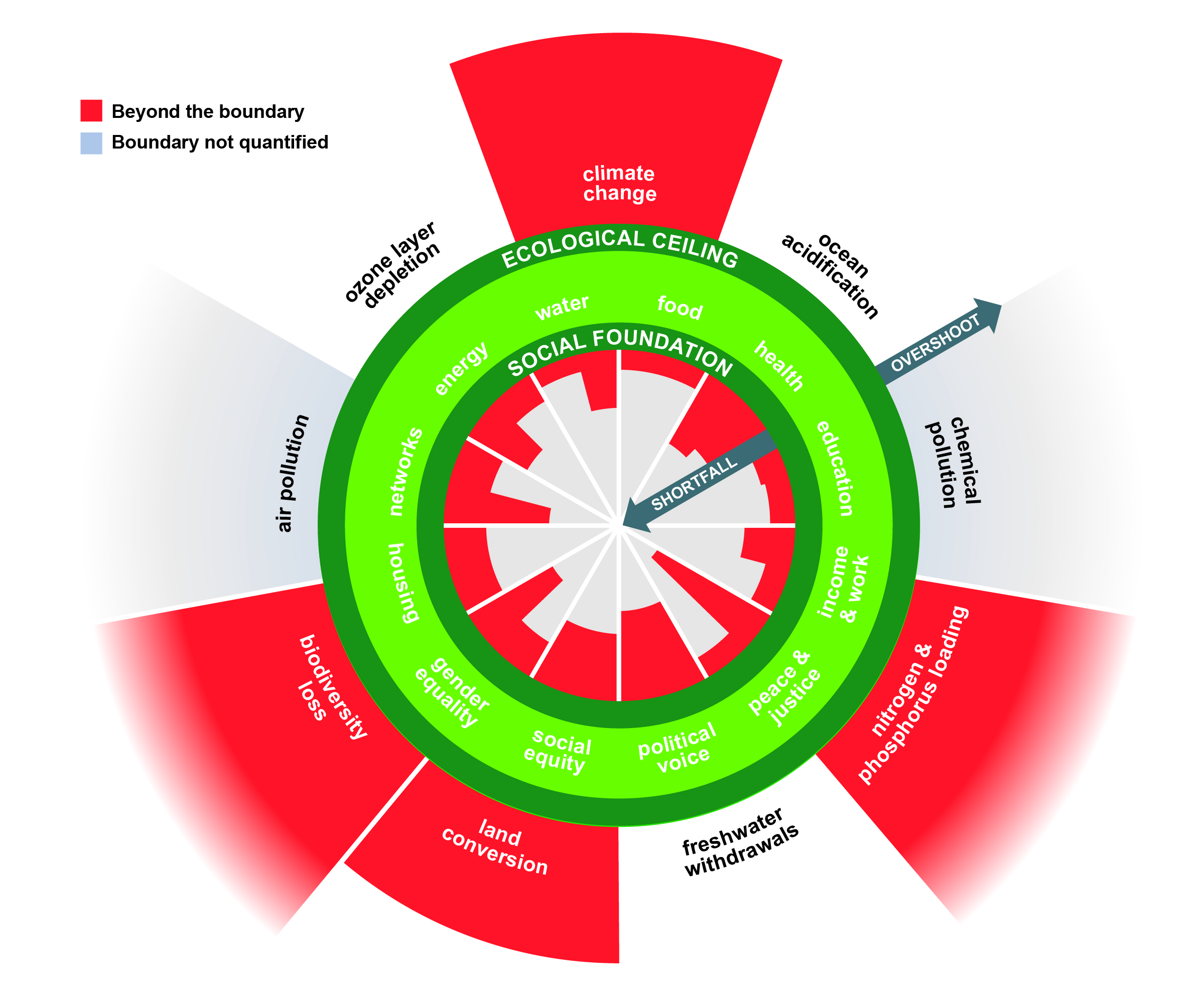
De Donut met indicatoren in welke mate de ecologische plafonds zijn overschreden en het sociaal fundament is bereikt op wereldschaal.

In Donuteconomie: In zeven stappen naar een economie voor de 21e eeuw tekent Raworth de donut van de wereldeconomie als volgt. Geen enkel onderdeel van het sociale fundament wordt voor iedereen in de wereld bereikt. Vooral gezondheid, politieke inspraak, en sociale gelijkheid vallen in het gat van de Donut. De ecologische plafonds van klimaatverandering, stikstof- en fosforverzadiging, grondconversie, en vermindering van de biodiversiteit worden overschreden. De aantasting van de ozonlaag, de verzuring van de oceanen, en zoetwateronttrekking bevinden zich - op planetaire schaal - binnen de planetaire plafonds. De grenzen voor luchtvervuiling en chemische vervuiling zijn niet becijferd.